# Les Verts
Les Verts (fransk for De Grønne) var et fransk politisk parti, der var repræsenteret i den franske nationalforsamling, og baserede sig på grøn ideologi og hørte hjemme på centrum-venstrefløjen. DEn 13. november fusionerede partietmed Europe Écologie og blev til Europe Écologie Les Verts
Partiets fulde navn var Les Verts, Confédération Écologiste – Parti Écologiste. Partiet blev stiftet i 1984, men partiets ideologier kan spores helt tilbage til 1974, hvor den grønne politiker René Dumont stillede op til præsidentposten.
Partiet havde størst opbakning i de større byer – specielt i Toulouse og Grenoble. Partiets ungdomsorganisation hed Les Jeunes Verts – la Souris verte (”De Unge Grønne – Den Grønne Mus”) og blev stiftet i Strasbourg i 2001.

## Historie
Partiet så dagens lys i 1982, hvor de to partier Parti Écologiste og Confédération Écologiste slog sig sammen. Partiet er tilknyttet De Europæiske Grønne og Global Greens.
I 1986 forsøgte partiet – med Antoine Waechter i spidsen – sig med en dagsorden, der opfordrede til opbrud i fransk politik, hvor det proklamerede med det kendte slogan ”ni droite, ni gauche” (”hverken højre eller venstre”), at grøn politik og grøn ideologi ikke er ”gift” med en bestemt fløj. Waechter kandiderede til præsidentposten i 1988 og fik et resultat på 3,8% af stemmerne. 
Partiets helt store gennembrud skete dog til Europa-Parlamentsvalget i 1989, hvor partiet opnåede 10,6%. Siden valgte partiet dog at alliere sig mere med venstrefløjspartierne, hvilket medførte Waechters afgang i 1994. Efter det har partiet deltaget i venstrefløjsregeringer under Lionel Jospin, hvor den daværende partileder Dominique Voynet var miljøminister og minister for regional planlægning.
Senest deltog partiet i koalitionen Europe Écologie Les Verts op til Europa-Parlamentsvalget under ledelse af Daniel Cohn-Bendit.

## Valgresultater til Nationalforsamlingen
- 1978: 2,17 %
- 1981: 1,08 %
- 1986: 1,21 %
- 1988: 0,35 %
- 1993: 4,08 %
- 1997: 6,83 %
- 2002: 4,51 %
- 2007: 3,25 %